# The Rain Song
The Rain Song is een nummer van de Engelse rockband Led Zeppelin. Het is het tweede nummer van hun vijfde studioalbum Houses of the Holy uit 1973.

## Opname
The Rain Song is een ballade van meer dan zeven minuten. Gitarist Jimmy Page schreef de melodie van het nummer in zijn huis in Plumpton in Engeland. Hij had een nieuw mengpaneel (Vista) geïnstalleerd, dat gedeeltelijk opgebouwd was uit onderdelen van de Pye Mobiele Studio. Deze mobiele studio was gebruikt om opnames te maken van Led Zeppelins optreden in de Royal Albert Hall in Londen op 9 januari 1970. De Engelse rockband The Who heeft deze mobiele studio gebruikt voor de opnames van hun livealbum Live at Leeds (1970).
Onder de werktitel Slush leverde Page een compleet gearrangeerde melodie aan de band. Zanger Robert Plant schreef vervolgens de tekst voor het nummer. Volgens Page is dit een van de nummers waarin Plants vocale kwaliteiten het best tot hun recht komen.
Bassist John Paul Jones bespeelt in The Rain Song een Mellotron om een orkestraal effect aan het nummer te geven. Page bespeelt een Danelectro-gitaar.
Naar verluidt was het voormalig Beatles-gitarist George Harrison die Page inspireerde tot het schrijven van The Rain Song. Harrison zou tegen drummer John Bonham een opmerking hebben gemaakt over het feit dat Led Zeppelin nooit ballades schreef.
Page:

George (Harrison) zei op een avond tegen Bonzo, Het probleem is dat jullie nooit ballades doen. Ik zei, Dan krijgt hij een ballade, en toen schreef ik The Rain Song, dat op Houses of the Holy staat. Ik citeer Something zelfs in de eerste twee akkoorden van het nummer. 

In werkelijkheid bestaat er veel onduidelijkheid over wat er precies gezegd is en door wie.
De Amerikaanse producer Rick Rubin zei over het nummer:

Ik weet eigenlijk niet goed wat voor soort muziek dit is. Het trotseert elke vorm van classificatie. Het gitaarspel is zó gedetailleerd en als de drums erbij komen ontstaat er een triomfantelijk gevoel. Het is tegelijkertijd triest, humeurig en sterk, en dat allemaal op hetzelfde moment. Ik kan de hele dag naar dit nummer luisteren. Dat zou een mooie dag zijn.

## Recensies
Muziekjournalist Gordon Fletcher van Rolling Stone Magazine, gaf The Rain Song in 1973 een negatieve review. Hij noemde het nummer, samen met No Quarter: "Niets meer dan een verlengstuk, en het bewijs, dat Jones niet weet om te gaan met een mellotron en synthesizers". 
Naar aanleiding van de heruitgave van het album in 2014, was Kristofer Lenz van Consequence of Sound positiever over het nummer. Hij omschreef het als: "Een van de meest gevoelige nummers van Led Zeppelin. Het is prachtig gearrangeerd. De tekst en voordracht daarvan, vertoont een gevoel van menselijkheid, verlies, transcendentie en emotionele volwassenheid". 

## Live-uitvoeringen
Vanaf eind 1972 tot 1975 speelde Led Zeppelin The Rain Song tijdens liveoptredens direct na het nummer The Song Remains the Same. Dit is ook de volgorde zoals op het album Houses of the Holy. De reden daarvoor was dat Jimmy Page een Gibson EDS 1275-gitaar met twee halzen gebruikte voor beide nummers. De bovenste hals met 12 snaren voor The Song Remains the Same en de onderste hals met 6 snaren voor The Rain Song.
Tijdens de V.S. Tour van 1977 werd het nummer niet gespeeld. In 1979 keerde het terug op de setlist voor de concerten in Kopenhagen in Denemarken en tijdens het Knebworth Music Festival in Knebworth Park in Engeland. Ook tijdens de Europese tour van 1980 was het een vast onderdeel van de setlist.
The Rain Song was tijdens de 1980 tour het enige nummer van het album Houses of the Holy op de setlist. Page bespeelde wel de Gibson met dubbele hals maar gebruikte alleen de onderste, 6-snarige hals. Dit was de enige keer dat hij niet de bovenste, 12-snarige hals gebruikte voor een volgend nummer. Tijdens alle liveversies van het nummer werden de orkestrale effecten door John Paul Jones bespeeld op een mellotron (1972-1975) en op een Yamaha synthesizer (1979-1980). Led Zeppelin maakte tijdens liveoptredens nooit gebruik van een strijkorkest op het podium.

## Andere versies
De versie van The Rain Song die verscheen op de tweede cd van de geremasterde Deluxe twee cd-editie uit 2014, is gelijk aan het origineel maar dan zonder het pianospel van John Paul Jones (Mix Minus Piano). Deze versie is opgenomen op 18 mei 1972 in de Rolling Stones Mobile Studio in Stargroves in Engeland met Eddie Kramer als geluidstechnicus en Keith Harwood als mixtechnicus. Deze versie duurt 7:45 terwijl het origineel 7:39 duurt. Page and Plant namen The Rain Song in 1994 op voor hun album No Quarter: Jimmy Page and Robert Plant Unledded maar het verscheen pas in 2004 op de speciale heruitgave van het tiende jubileum van dat album.

## The Rain Song in films
Het nummer is in vier films te horen:
- The Song Remains the Same. De concertfilm van Led Zeppelin uit 1973, opgenomen in Madison Square Garden in New York.
- Almost Famous. Amerikaanse dramafilm uit 2000 geschreven en geregisseerd door de Amerikaanse auteur en filmregisseur Cameron Crowe. Crowe werkte ooit als verslaggever voor het Amerikaanse muziektijdschrift Rolling Stone en volgde toen Led Zeppelin tijdens een aantal Amerikaanse concerttours. Er is in de film een kort fragment van het nummer te horen. Ook van de Led Zeppelin-nummers Bron-Yr-Aur, Tangerine en Misty Mountain Hop komen fragmenten in de film voor.
- It Might Get Loud. Amerikaanse documentaire uit 2008 van de Amerikaanse filmregisseur Davis Guggenheim, waarin de levensloop en muzikale ontwikkeling van Jimmy Page, U2-gitarist The Edge en voormalig gitarist van The White Stripes, Jack White wordt uitgelicht.
- Cemetery Junction. Britse komedie-drama film uit 2010 geschreven en geregisseerd door Ricky Gervais en Stephen Merchant.

## Cover-versies
The Rain Song is door diverse artiesten gecoverd. De bekendste zijn:

| Artiest           | Album                                                               | Jaar |
| ----------------- | ------------------------------------------------------------------- | ---- |
| Page and Plant    | No Quarter: Jimmy Page and Robert Plant Unledded                    | 1994 |
| Jason Bonham Band | In the Name of My Father – The Zepset – Live from Electric Ladyland | 1997 |
| Aya Peard         | Livin', Lovin', Played: A Tribute to Led Zeppelin                   | 2002 |
| Sly and Robbie    | The Rhythm Remains the Same: Sly & Robbie Greets Led Zeppelin       | 2005 |
| Gov't Mule        | Holy Haunted House                                                  | 2008 |
| Heart             | Heartbreaker Tour (V.S.) ft. Jason Bonham op drums                  | 2013 |